# Everyday Everywhere
Singles de Taiyō to Ciscomoon
Uchū de La Ta Ta
(1999) Magic of Love
(1999)
Everyday Everywhere est le 4e single du groupe de J-pop Taiyō to Ciscomoon.

## Présentation
Le single, écrit et produit par Tsunku, sort le 25 août 1999 au Japon sous le label zetima, au format mini-CD de 8 cm, un mois seulement après le précédent single du groupe, Uchū de La Ta Ta. Il atteint la 23e place du classement de l'Oricon, et reste classé pendant 4 semaines, se vendant à 33 550 exemplaires durant cette période.
Le single atteint également la 17e place sur le classement Billboard au Japon partir de septembre 1999
La chanson-titre figurera sur le premier album du groupe, Taiyo & Ciscomoon 1 qui sort deux mois plus tard, puis sur la compilation Taiyō to Ciscomoon / T&C Bomber Mega Best de fin 2008. Le single contient, en plus de la version instrumentale de la chanson-titre, deux versions remixées de celle du précédent single du groupe, Uchū de La Ta Ta. De la même manière, deux versions remixées de Everyday Everywhere figureront sur le single suivant, Magic of Love, qui sort un mois plus tard.
Le clip vidéo de la chanson-titre figurera, avec ceux des autres singles, sur la vidéo intitulée All Taiyō to Ciscomoon / T&C Bomber qui sortira fin 2000.

## Liste des titres
1. Everyday Everywhere
2. Uchū de La Ta Ta super afro remix  (宇宙で...?)
3. Uchū de La Ta Ta after summer remix  (宇宙で...?)
4. Everyday Everywhere (instrumental)